# Марссевен
Марссевен (нід. Maarsseveen) — селище в нідерландській провінції Утрехт. Входить до муніципалітету Стіхтсе-Вехт.
До 1949 року було адміністративним центром окремого муніципалітету, до якого також входив Ауд-Марссевен.